# Romance de la pena negra
El Romance de la pena negra es un romance escrito en 1928 por Federico García Lorca, (Virgillo, p.219) publicado en la Revista de Occidente en Madrid. Es parte del Romancero gitano, una colección de poemas.
En 1928 Ernesto Giménez Caballero entrevistaba a Federico García Lorca sobre su identificación con la cultura gitana:

— Dime más datos para tu solución de herencia.

— Yo no soy gitano.

— ¿Qué eres?

— Andaluz, que no es igual, aun cuando todos los andaluces seamos algo gitanos. Mi gitanismo es un tema literario. Nada más.

Para Lorca la cultura gitana era una gran parte de Andalucía. Aunque él no se consideraba un gitano apreciaba la cultura como una parte tan importante de los andaluces. Él pensaba que los gitanos eran un buen tema literario.
"García Lorca, en contraste con los poetas vanguardistas de su generación, que representa la realidad como una serie de abstracciones mentales, se sirve de imágenes sensoriales para convertir eventos y fenómenos ordinarios en un mundo mágico y misterioso." (Virgillo, p.220)

## Romance
El Romance de la pena negra es un romance, es decir una «composición poética formada por versos octosílabos, en número indeterminado, con rima asonante en los versos pares, quedando sueltos los impares» (Virgillo, p.452). El romance es un poema característico de la tradición oral, y se populariza en el siglo XV. El Romance de la pena negra es un poema narrativo por algunas razones; cuenta una historia y tiene la palabra «cuando», que es un elemento típico de la narrativa.

## Romance de la pena negra
Se puede ver el texto completo aquí.

## Características del poema
Federico García Lorca usa varias técnicas retóricas en este poema.
1) Rima: asonante en los versos pares, quedando sueltos los impares. (Rima en o a en los versos 2, 4, 6, etc.)
a. sinalefa: versos 2, 3, 5, 6, 10, 12, 13, 14, 21, 26, 28, 30, 31, 32, 34, 39, 40, 44, 45
b. verso agudo: versos 17, 19, 25, 36, 37
2) Encabalgamiento: en los versos 1 a 2, 3 a 4, 5 a 6, 9 a 10, 16 a 17, 20 a 21, 21 a 22, 25 a 26, 27 a 28, 31 a 32, 35 a 36, 37 a 38, y 41 a 42.

### Figuras retóricas
1) Anáfora: versos 33 y 34.
2) Sinestesia: "sus pechos / gimen canciones redondas" (v. 7 y 8)
a. versos 5 y 6
3) Prosopopeya:
a. "sus pechos / gimen canciones redondas" (v. 7 y 8)
b. "y se lo tragan las olas" (v. 18)
c. "bajo el rumor de las hojas" (v. 22)
d. "canta el río" (v. 39)
e. "la nueva luz se corona" (v. 42)
f. "Pena limpia y siempre sola" (v. 44)
4) Símil: verso 28 "mi casa como una loca"
5) La perífrasis o circunlocución: versos 1 y 2.
a. - Las piquetas de los gallos
b. - cavan buscando la aurora

### Tropos
1) Metáforas:
a. "Las piquetas de gallos/cavan buscando la aurora" (v. 1,5 y 2)
b. "caballo que se desboca/al fin encuentra la mar" (v.16 y 17)
c. "¡Ay mis muslos de amapola!" (v. 34)
d. "Cobre amarillo, su carne" (v. 5) semejanza de color
e. "Lloras zumo de limón /agrio de espera y de boca" (v. 25 y 26)
f. "Agua de las alondras" (v. 36): por el puro y limpio rocío matinal, pues a la mañana suelen cantar las alondras.
g. "Con flores de calabaza/ la nueva luz se corona" (vv. 41-42): por el color naranja suave de esta flor, que recuerda a la nueva Luz de la mañana.
2) Símbolos
a. Los metales representan la vida de los gitanos.
"Los gitanos que trabajan en la fragua es una imagen reiterada en la imaginería poética de Federico García-Lorca..." (José)
b. El caballo representa los gitanos y su espíritu indomable
"Si se interpreta el «caballo» de un modo simbólico, éste representaría la pasión erótica de Soledad, el instinto natural que debe satisfacerse para que cualquier persona sea feliz." (Roldan Sánchez)
c. La mar representa la muerte y la pérdida de la individualidad.
d. Los gallos representan la vida minero de los gitanos, y la naturaleza
"Los gallos son los pica piedra y los mineros de este mundo mítico" (José)

## La pintura
Además de ser escritor, García Lorca era pintor también. Algunos de sus poemas fueron acompañados por pinturas. Soledad Montoya es el título del dibujo que corresponde al Romance de la pena negra pero que a la fecha no ha sido editado en color y en página encontrada del poema (José).

## Interpretaciones

### Resumen
El Romance de la pena negra inicia en un momento previo al amanecer, en que los gallos, antes de cantar, picotean el suelo. Con sus picos harán brotar sangre y vida de la tierra, con sus cantos desgarrarán la noche para hacer brotar luz y vida en el cielo. El poema ocurre entre ese instante y el alba. Los ocho primeros versos están poblados por gallos fabulosos y la llegada de Soledad Montoya. Los treinta siguientes son un diálogo entre ella y una voz que no se nombra. Y en los últimos ocho, amanece (José).

### Género
Los dos géneros son representados en el poema. Soledad representa el género femenino y el punto de vista de la sociedad es ese tiempo, que las mujeres son emocionales e irracionales. También, Soledad es un símbolo de la sensualidad femenina. «La sociedad vigila a su comportamiento con la intención de censurarle cualquier actitud no autorizada» (Eladio). El hombre con que Soledad está hablando representa la racionalidad que le falta a Soledad.

### Naturaleza
Lorca usa a la naturaleza para tratar muchos temas. La tierra se convierte en una representación de la mujer. La mujer está siendo explotada como la tierra de las minas. Los hombres se convierten en los gallos que pican la tierra todas las mañanas hasta encontrar la aurora o su metal precioso. Lorca continúa su uso de la naturaleza al comparar a Soledad a los caballos que se desbocan en el mar. Incluso en el final del poema, Soledad termina por convertirse en el río. La naturaleza y el personaje se unen para crear una idea inconfundible.

### Gitanos
Muchos autores han escrito sobre la conexión entre los romances gitanos y Andalucía. Sara Wojcik, por ejemplo, escribe que las imágenes, motivos y elementos míticos y mágicos de las obras de Lorca «son fruto del ser y vivir andaluz». Ella sigue, «... ese mismo pueblo — Andalucía, España — ha encontrado su voz en García Lorca... exactamente por este motivo, sería tan importante y conveniente estudiar a Lorca en relación con su pueblo para comprobar lo que su obra debe de hecho a las formas tradicionales y qué analogías existen entre el poeta y su pueblo» (Wojcik). «Lorca usa los motivos andaluces como los gitanos, la naturaleza o alusiones religiosas y mezcla los diferentes estilos de la literatura» (Wojcik).

### El tema de Andalucía
Lorca usa el Romance de la pena negra para mostrar la represión de los gitanos. También, la mentalidad frágil de Soledad Montoya refleja los efectos perjudiciales de la marginación de los gitanos. Algunos académicos discuten si esta ilustración de la represión de los gitanos cuestiona o reafirma los estereotipos y clichés negativos. Por ejemplo, Sharon Handley escribió un ensayo llamado «Federico García Lorca and the 98 Generation: The Andalucismo Debate», la cual «examines the way the hecho andalusí was used and abused in Spanish literature between 1840 and 1927, resulting in the clichés of the Andalucía de pandereta which caused offence to so many» (lo que significa: «examina la manera en que el hecho andalusí fue usado y abusado en la literatura española entre los años 1840 y 1927, que resultó en la creación de los clichés de la Andalucía de la pandereta, que ofendieron a muchos»). En cambio, Lorca, en un discurso sobre su Romancero gitano, explica que no era su intención a afirmar los estereotipos de la Andalucía, sino ilustrar la Andalucía «invisible» detrás de los clichés: «Un libro donde apenas si está expresada la Andalucía que se ve, pero donde está temblando la que no se ve. Y ahora la voy a decir. Un libro anti-pintoresco, anti-folklórico, anti-flamenco» (Handley).